# Iberischer Walzenskink
Der Iberische Walzenskink oder Spanische Walzenskink (Chalcides bedriagai) ist eine Reptilienart aus der Familie der Skinke.

## Beschreibung
Dieser bis 12 Zentimeter lange Walzenskink hat kurze, aber wohlentwickelte Beine mit je fünf Fingern bzw. Zehen. Der Schwanz ist etwa so lang wie Kopf und Rumpf zusammen. Die Oberseite hat eine bronze- bis olivbraune Färbung mit kleinen, länglichen Flecken. An den Seiten können diese zu mehr oder weniger unterbrochenen Längsstreifen formiert sein. Die Bauchseite ist hellgrau, die Unterseite des Schwanzes gelblich.

## Vorkommen
Er bewohnt das Bergland der Iberischen Halbinsel mit sandigen Böden. Meist verbirgt er sich unter Steinen und wühlt sich auch in den Boden ein. Nur zum Sonnen oder zur Insektenjagd verlässt er sein Versteck. Das Weibchen ist vivipar. Bioklimatisch bewohnt der Walzenskink die Mittelmeerregion und besiedelt in den kühleren Regionen des Nordens nur thermisch begünstigte Orte.

## Verbreitung

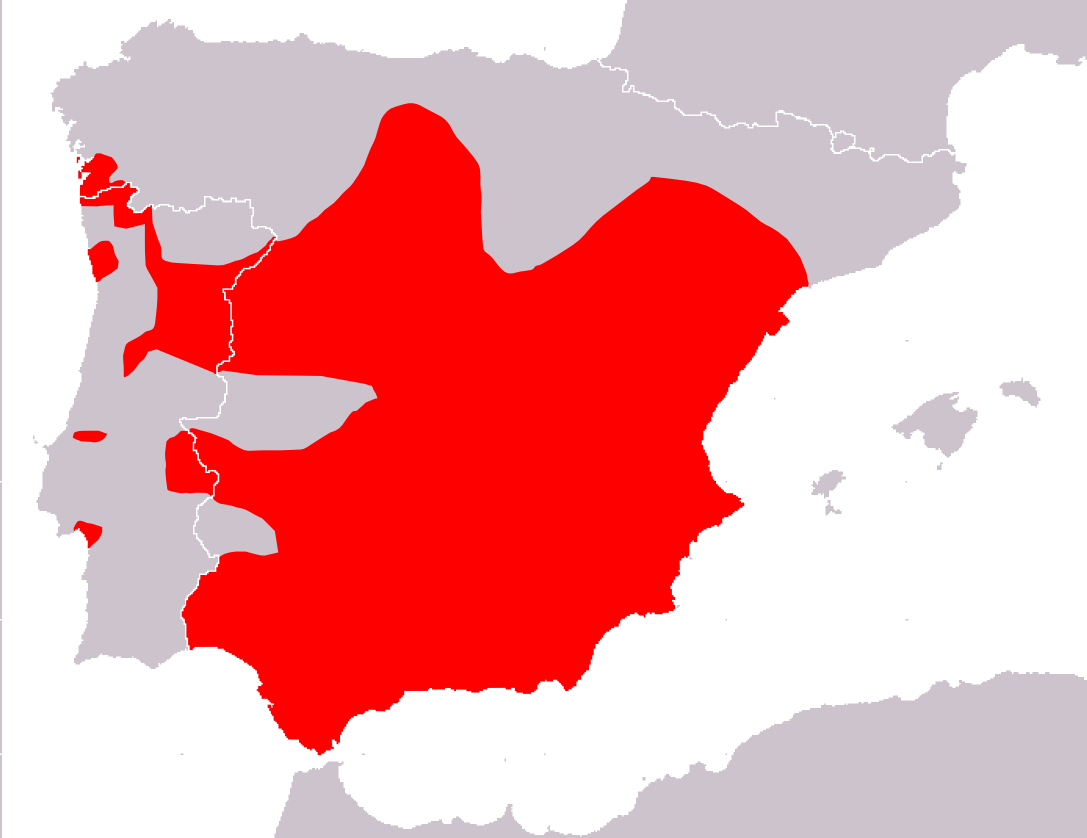
Verbreitung auf der Iberischen Halbinsel

Der Iberische Walzenskink kommt endemisch auf der Iberischen Halbinsel vor, wobei der Norden (Kantabrisches Gebirge, Asturien, Baskenland) nicht besiedelt wird. Im Westen kommt er zerstreut bis an die atlantische Küste (Islas Cíes) vor. Auch am Mittelmeer sind Populationen auf verschiedenen Inseln bekannt (Tabarca, Inseln im Mar Menor).

## Gefährdung
Da es sich um ein recht seltenes Tier handelt, das nur lokal verbreitet und an bestimmte Habitate gebunden ist, kann jede Veränderung seiner Lebensräume das Verschwinden des gesamten Bestands bedeuten. Besonders die Populationen nahe der Küste und auf Inseln sind von menschlichen Aktivitäten betroffen.